# FN HP-DA
De FN HP-DA is een 9 mm-pistool van de Belgische wapenfabrikant Fabrique Nationale de Herstal.

## Ontwikkeling
Begin jaren 1980 ontwikkelde FN een dubbelactieversie van de succesvolle FN Browning High Power daar dit soort pistolen alsmaar populairder werd. Het nieuwe pistool verscheen in 1983. In Europa kwam het op de markt als FN HP-DA (High-Power Double-Action). In de Verenigde Staten als Browning BDA (Browning-Double-Action).
Er kwamen drie modellen:
- De HP-DA (BDA) was het standaardmodel dat ook het grootste was qua afmetingen. Het pistool mat 200 × 38 × 130 mm met een looplengte van 118 mm en een gewicht van 920 gram. Het magazijn had een capaciteit voor veertien patronen.
- De HP-DAM (BDAM) was het mediummodel. Het mat 96 × 38 × 130 mm met een loop van 173 mm en een gewicht van 840 gram. De medium had hetzelfde magazijn als de standaard.
- De HP-DAC (BDAC) was de compacte variant. De afmetingen zijn 173 × 27 × 93 mm, de loop mat 173 mm en de DAC weegt 765 gram. De variant heeft een duo-stapelmagazijn van zeven patronen.

De HP-DA verkocht niet goed en werd in 1987 weer van de markt gehaald.

## Herlancering
In 1990 werd het wapen met een hertekende trekker en een nieuw productieproces opnieuw uitgebracht. Dat gebeurde in twee variaties: de HP-DA en HP-DAO (Double-Action-Only), respectievelijk BDA9 en BDAO in de VS. De DAO is de modernste versie zonder veiligheidpal.